# 큰개미핥기
큰개미핥기(학명: Myrmecophaga tridactyla 뮈르메코프하가 트리닥튈라[*])는 남아메리카와 중앙아메리카에 걸쳐 두루 서식하는 대형 빈치류의 일종이다. 현존하는 개미핥기아목에 속하는 동물들 중에서 제일 크며, 큰개미핥기속에 속하는 유일한 종이다. 몸길이는 182-216cm, 몸무게는 최대 65kg까지 나가며 시력과 청각이 안 좋지만 후각은 대단히 발달되어 있다. 나무늘보나 다른 개미핥기들과는 달리 대부분의 시간을 땅에서 보낸다. 팜파스와 열대 우림 양쪽에서 모두 살아갈 수 있는 동물로, 개미와 흰개미를 주로 먹는 것으로 잘 알려져 있다.
원통형인 주둥이는 매우 길며, 혀는 약 60cm나 길으나 너비는 12.5mm로 좁다. 남아메리카 등지에서 흔히 서식하며, 개체수가 지속적으로 줄어들고 있어 문제가 되고 있다. 특이한 외모와 습성 덕에, 남아메리카 원주민들의 고전 설화에서 그 모습을 찾아볼 수 있으며, 현대 문화에서도 유명한 동물이다.

## 분류
2017년 현재, 빈치류의 계통 분류이다.

|  | 아홉띠아르마딜로과                                                    |
|  |                                                                       |
|  | \| \| † Pampatheriidae \| \| \| \| \| \| 요정아르마딜로과 \| \| \| \| |
|  |                                                                       |
|  | † Pampatheriidae                                                      |
|  |                                                                       |
|  | 요정아르마딜로과                                                      |
|  |                                                                       |

|  | † Pampatheriidae |
|  |                  |
|  | 요정아르마딜로과 |
|  |                  |

|  | 애기개미핥기과 |
|  |                |
|  | 큰개미핥기과   |
|  |                |

|  | † Megatheriidae                                                          |
|  |                                                                          |
|  | \| \| † Nothrotheriidae \| \| \| \| \| \| 세발가락나무늘보과 \| \| \| \| |
|  |                                                                          |
|  | † Nothrotheriidae                                                        |
|  |                                                                          |
|  | 세발가락나무늘보과                                                       |
|  |                                                                          |

|  | † Nothrotheriidae  |
|  |                    |
|  | 세발가락나무늘보과 |
|  |                    |

|  | \| \| † Mylodontidae \| \| \| \| \| \| 두발가락나무늘보과 \| \| \| \| |
|  |                                                                       |
|  | † Mylodontidae                                                        |
|  |                                                                       |
|  | 두발가락나무늘보과                                                    |
|  |                                                                       |

|  | † Mylodontidae     |
|  |                    |
|  | 두발가락나무늘보과 |
|  |                    |

|  | † Megatheriidae                                                          |
|  |                                                                          |
|  | \| \| † Nothrotheriidae \| \| \| \| \| \| 세발가락나무늘보과 \| \| \| \| |
|  |                                                                          |
|  | † Nothrotheriidae                                                        |
|  |                                                                          |
|  | 세발가락나무늘보과                                                       |
|  |                                                                          |

|  | † Nothrotheriidae  |
|  |                    |
|  | 세발가락나무늘보과 |
|  |                    |

|  | \| \| † Mylodontidae \| \| \| \| \| \| 두발가락나무늘보과 \| \| \| \| |
|  |                                                                       |
|  | † Mylodontidae                                                        |
|  |                                                                       |
|  | 두발가락나무늘보과                                                    |
|  |                                                                       |

|  | † Mylodontidae     |
|  |                    |
|  | 두발가락나무늘보과 |
|  |                    |

|  | 애기개미핥기과 |
|  |                |
|  | 큰개미핥기과   |
|  |                |

|  | † Megatheriidae                                                          |
|  |                                                                          |
|  | \| \| † Nothrotheriidae \| \| \| \| \| \| 세발가락나무늘보과 \| \| \| \| |
|  |                                                                          |
|  | † Nothrotheriidae                                                        |
|  |                                                                          |
|  | 세발가락나무늘보과                                                       |
|  |                                                                          |

|  | † Nothrotheriidae  |
|  |                    |
|  | 세발가락나무늘보과 |
|  |                    |

|  | \| \| † Mylodontidae \| \| \| \| \| \| 두발가락나무늘보과 \| \| \| \| |
|  |                                                                       |
|  | † Mylodontidae                                                        |
|  |                                                                       |
|  | 두발가락나무늘보과                                                    |
|  |                                                                       |

|  | † Mylodontidae     |
|  |                    |
|  | 두발가락나무늘보과 |
|  |                    |

|  | † Megatheriidae                                                          |
|  |                                                                          |
|  | \| \| † Nothrotheriidae \| \| \| \| \| \| 세발가락나무늘보과 \| \| \| \| |
|  |                                                                          |
|  | † Nothrotheriidae                                                        |
|  |                                                                          |
|  | 세발가락나무늘보과                                                       |
|  |                                                                          |

|  | † Nothrotheriidae  |
|  |                    |
|  | 세발가락나무늘보과 |
|  |                    |

|  | \| \| † Mylodontidae \| \| \| \| \| \| 두발가락나무늘보과 \| \| \| \| |
|  |                                                                       |
|  | † Mylodontidae                                                        |
|  |                                                                       |
|  | 두발가락나무늘보과                                                    |
|  |                                                                       |

|  | † Mylodontidae     |
|  |                    |
|  | 두발가락나무늘보과 |
|  |                    |

|  | 아홉띠아르마딜로과                                                    |
|  |                                                                       |
|  | \| \| † Pampatheriidae \| \| \| \| \| \| 요정아르마딜로과 \| \| \| \| |
|  |                                                                       |
|  | † Pampatheriidae                                                      |
|  |                                                                       |
|  | 요정아르마딜로과                                                      |
|  |                                                                       |

|  | † Pampatheriidae |
|  |                  |
|  | 요정아르마딜로과 |
|  |                  |

|  | 애기개미핥기과 |
|  |                |
|  | 큰개미핥기과   |
|  |                |

|  | † Megatheriidae                                                          |
|  |                                                                          |
|  | \| \| † Nothrotheriidae \| \| \| \| \| \| 세발가락나무늘보과 \| \| \| \| |
|  |                                                                          |
|  | † Nothrotheriidae                                                        |
|  |                                                                          |
|  | 세발가락나무늘보과                                                       |
|  |                                                                          |

|  | † Nothrotheriidae  |
|  |                    |
|  | 세발가락나무늘보과 |
|  |                    |

|  | \| \| † Mylodontidae \| \| \| \| \| \| 두발가락나무늘보과 \| \| \| \| |
|  |                                                                       |
|  | † Mylodontidae                                                        |
|  |                                                                       |
|  | 두발가락나무늘보과                                                    |
|  |                                                                       |

|  | † Mylodontidae     |
|  |                    |
|  | 두발가락나무늘보과 |
|  |                    |

|  | † Megatheriidae                                                          |
|  |                                                                          |
|  | \| \| † Nothrotheriidae \| \| \| \| \| \| 세발가락나무늘보과 \| \| \| \| |
|  |                                                                          |
|  | † Nothrotheriidae                                                        |
|  |                                                                          |
|  | 세발가락나무늘보과                                                       |
|  |                                                                          |

|  | † Nothrotheriidae  |
|  |                    |
|  | 세발가락나무늘보과 |
|  |                    |

|  | \| \| † Mylodontidae \| \| \| \| \| \| 두발가락나무늘보과 \| \| \| \| |
|  |                                                                       |
|  | † Mylodontidae                                                        |
|  |                                                                       |
|  | 두발가락나무늘보과                                                    |
|  |                                                                       |

|  | † Mylodontidae     |
|  |                    |
|  | 두발가락나무늘보과 |
|  |                    |

|  | 애기개미핥기과 |
|  |                |
|  | 큰개미핥기과   |
|  |                |

|  | † Megatheriidae                                                          |
|  |                                                                          |
|  | \| \| † Nothrotheriidae \| \| \| \| \| \| 세발가락나무늘보과 \| \| \| \| |
|  |                                                                          |
|  | † Nothrotheriidae                                                        |
|  |                                                                          |
|  | 세발가락나무늘보과                                                       |
|  |                                                                          |

|  | † Nothrotheriidae  |
|  |                    |
|  | 세발가락나무늘보과 |
|  |                    |

|  | \| \| † Mylodontidae \| \| \| \| \| \| 두발가락나무늘보과 \| \| \| \| |
|  |                                                                       |
|  | † Mylodontidae                                                        |
|  |                                                                       |
|  | 두발가락나무늘보과                                                    |
|  |                                                                       |

|  | † Mylodontidae     |
|  |                    |
|  | 두발가락나무늘보과 |
|  |                    |

|  | † Megatheriidae                                                          |
|  |                                                                          |
|  | \| \| † Nothrotheriidae \| \| \| \| \| \| 세발가락나무늘보과 \| \| \| \| |
|  |                                                                          |
|  | † Nothrotheriidae                                                        |
|  |                                                                          |
|  | 세발가락나무늘보과                                                       |
|  |                                                                          |

|  | † Nothrotheriidae  |
|  |                    |
|  | 세발가락나무늘보과 |
|  |                    |

|  | \| \| † Mylodontidae \| \| \| \| \| \| 두발가락나무늘보과 \| \| \| \| |
|  |                                                                       |
|  | † Mylodontidae                                                        |
|  |                                                                       |
|  | 두발가락나무늘보과                                                    |
|  |                                                                       |

|  | † Mylodontidae     |
|  |                    |
|  | 두발가락나무늘보과 |
|  |                    |

학명인 "Myrmecophaga tridactyla"의 두 단어는 각각 '개미를 먹는 자'와 '세 손가락'이라는 뜻이다. Myrmecophaga jubata라는 이명이 사용되며, 3종의 아종이 있다.
- M. t. tridactyla (베네수엘라부터 북부 아르헨티나, 프랑스령 기아나에 이르는 지역)
- M. t. centralis (중앙아메리카, 북서부 콜롬비아, 에콰도르)
- M. t. artata (북동부 콜롬비아, 북서부 베네수엘라)

북부작은개미핥기, 남부작은개미핥기와 함께 큰개미핥기과에 분류되어 있으며, 큰개미핥기과는 애기개미핥기과와 함께 현존하는 개미핥기아목의 둘뿐인 구성원이다.
개미핥기와 나무늘보는 유모목에 속하며, 아르마딜로와 함께 빈치상목으로 분류된다. 빈치상목의 두 목은 6,600만 년 전 백악기에 갈라져 다시 팔레오세와 에오세를 거쳐 5,500만 년 전에 나무늘보와 개미핥기로 갈라졌으며, 애기개미핥기과와는 3,000만년 전 올리고세에, 작은개미핥기와는 1,000만 년 전 마이오세에서 갈라졌다. 신생대를 거쳐오면서 개미핥기의 서식지는 대륙으로부터 완전히 분리된 남아메리카로 좁혀졌는데, 팔레오세에 아메리카 대륙 대교착이 일어나던 중 파나마 지협의 생성으로 개미핥기들이 중앙아메리카에 서식하게 된 것으로 보인다.
화석 자료나 표본은 매우 희박하나 플리오세의 † Palaeomyrmidon 속의 화석, 마이오세의 † Protamandua 속의 화석, 그리고 † Neotamandua 속의 화석이 발견되었다.
큰개미핥기는 계통 내에서 가장 지행성(地行性)을 보이는 종으로, 조상은 원래 나무 위에서 살던 종이었을지도 모른다. 하지만 점차 서식지가 초원 지대로 옮겨지고 그곳에서 흰개미와 같이 큰개미핥기의 좋은 먹이가 되어줄 수 있는 군생 곤충들이 번식하게 되면서 점차 나무 위에서 땅으로 내려왔을 것이다. 남부작은개미핥기처럼 후기 플라이스토세와 홀로세의 화석 표본이 존재한다.
수렴진화의 대표적인 예로서, 큰개미핥기는 천산갑 혹은 땅돼지와 외형적으로든, 생태적으로든 유사성이 많으나 생물학적인 구분과 계통은 전혀 다르다.

## 외관

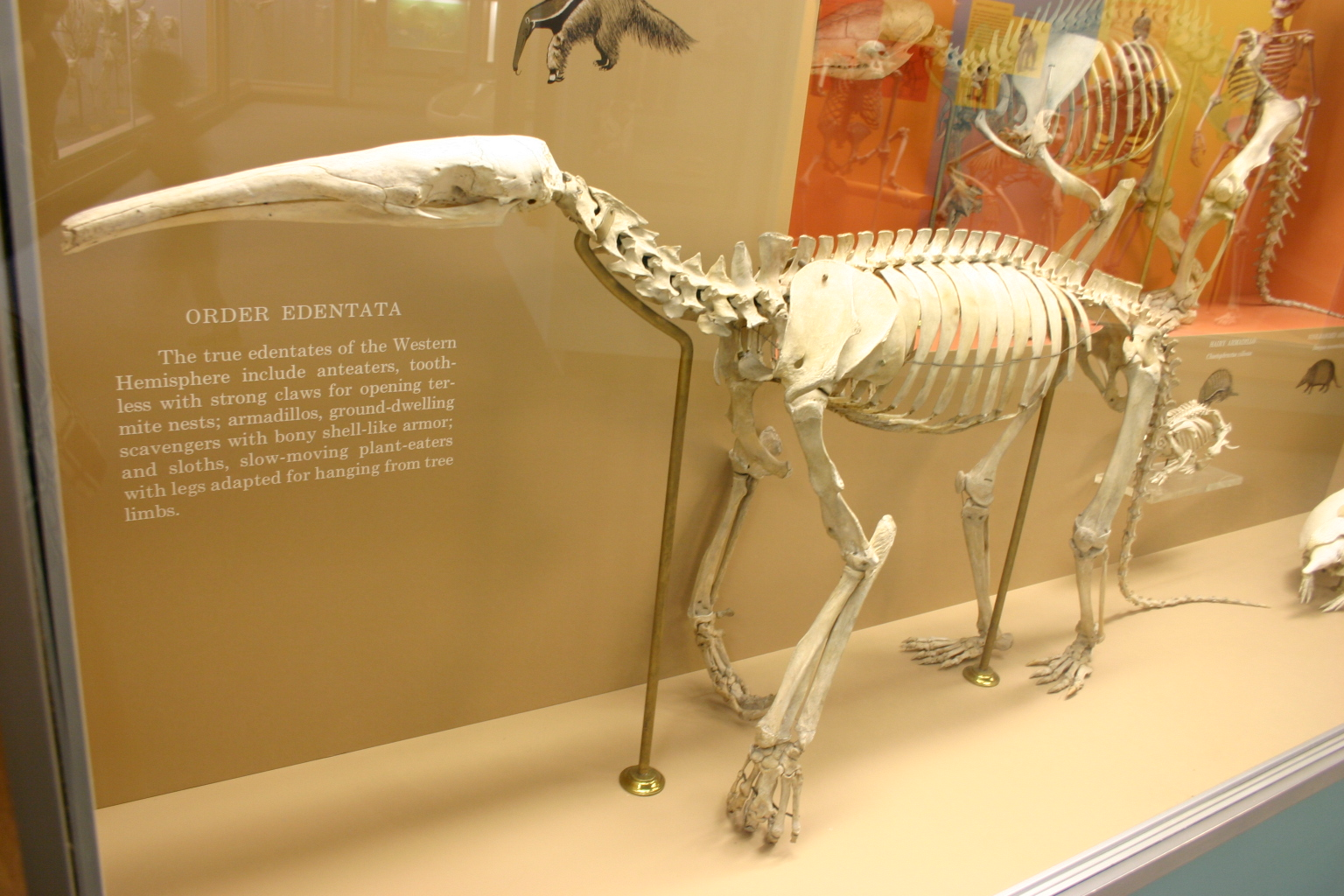
큰개미핥기의 골격

큰개미핥기는 성체의 몸길이가 182-217cm, 꼬리 길이 60-65cm, 몸무게가 수컷이 33-41kg, 암컷이 27-39kg에 이르는 대형종으로, 큰 몸집과 더불어 원통형의 주둥이와 긴 꼬리를 가지고 있다. 이것은 모든 개미핥기 중에서 제일가는 크기이다. 머리 길이는 30cm에 달하는데 이것 또한 다른 개미핥기들과 비교했을 때 특출나게 긴 것이며, 대부분은 대롱 모양의 주둥이가 비중을 차지한다. 수명은 10년 안팎이지만 동물원에서는 16년 이상을 살 수 있다. 목뼈는 경도가 높고 등과 이어지는 쪽에는 돌출된 혹 부분이 있고, 몸 색깔은 전체적으로 갈색이며 흰 테두리의 검은 띠가 목, 가슴, 어깨를 지나 등까지 이른다. 목 아래에서 어깨를 가로지르는 흰 테두리의 검은 줄무늬가 있으며, 앞다리는 흰색이지만 뒷다리는 어두운 갈색을 띤다.
또한 다른 개미핥기들과 비교하여 매우 이질적인 외관을 가졌다. 큰개미핥기의 주둥이 끝에는 매우 작은 입과 코가 있으며 눈과 귀는 매우 작다. 꼬리털이 매우 터부룩하며 온도가 높을 때 방열(放熱) 기능을 한다. 등에는 뻣뻣한 갈기가 나 있다. 큰개미핥기의 털 배색은 보호색으로 잘못 알려져 있었으나 2009년의 조사 결과 경계색이라는 사실이 밝혀졌다.
학명이 의미하는 바와는 달리 발톱 다섯 개가 존재한다. 그 중 두 번째와 세 번째 앞다리 발톱은 낫처럼 굽은 모양으로 유독 크고 단단하게 발달했지만, 그 탓에 걸어다닐 때에는 뒷다리가 척행성(蹠行性)인 데 반해 앞다리는 주먹을 쥐듯이 발톱의 등 옆면을 땅에 대고 걸어야 한다. 큰개미핥기의 대부분의 중량은 그 중에서 가장 발달한 세 번째 발톱이 지탱한다. 이 세 번째 발톱은 성장판 부분에서 늘어나서 지절 부분에서 굽어 있다. 발톱으로는 먹이를 찾거나 맹수의 위협으로부터 자신을 방어할 수 있다.
시력과 청력이 몹시 떨어지지만 후각은 반대로 매우 발달하여 사람의 40배 이상 민감하게 냄새를 감지할 수 있다. 체온은 32.7 °C(91 °F) 정도로, 모든 지상 포유류 중에서 가장 낮고, 또 그만큼 두뇌 회전도 빠르지 못해 지능이 낮고 신경이 둔한 편에 속한다. 또한 신진대사율도 매우 낮은데, 이는 많은 빈치류의 공통점으로 운동 능력 부진 때문에 생긴 것으로 보인다.

## 소화계 구조

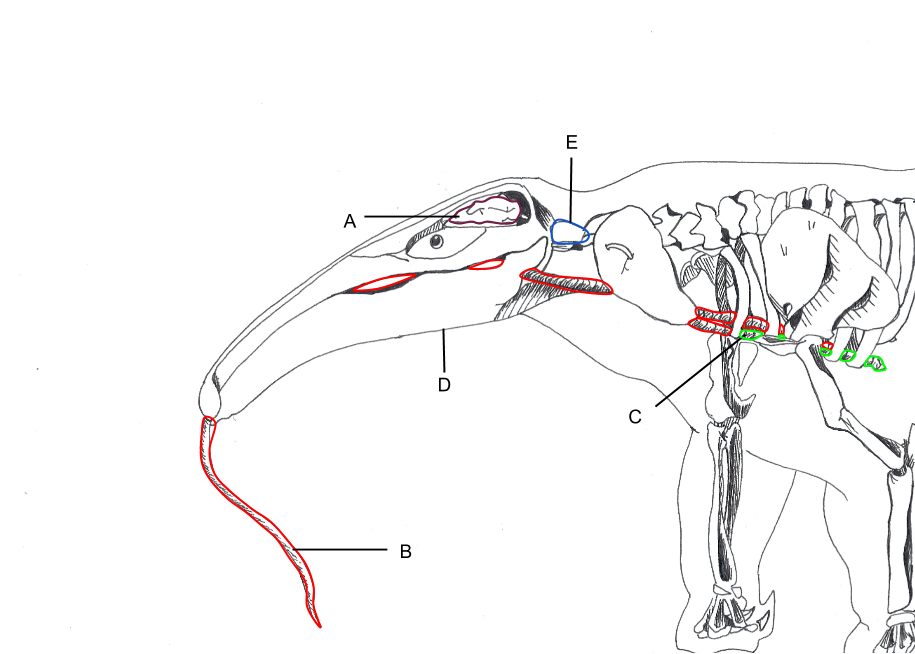
큰개미핥기의 내부 구강 구조

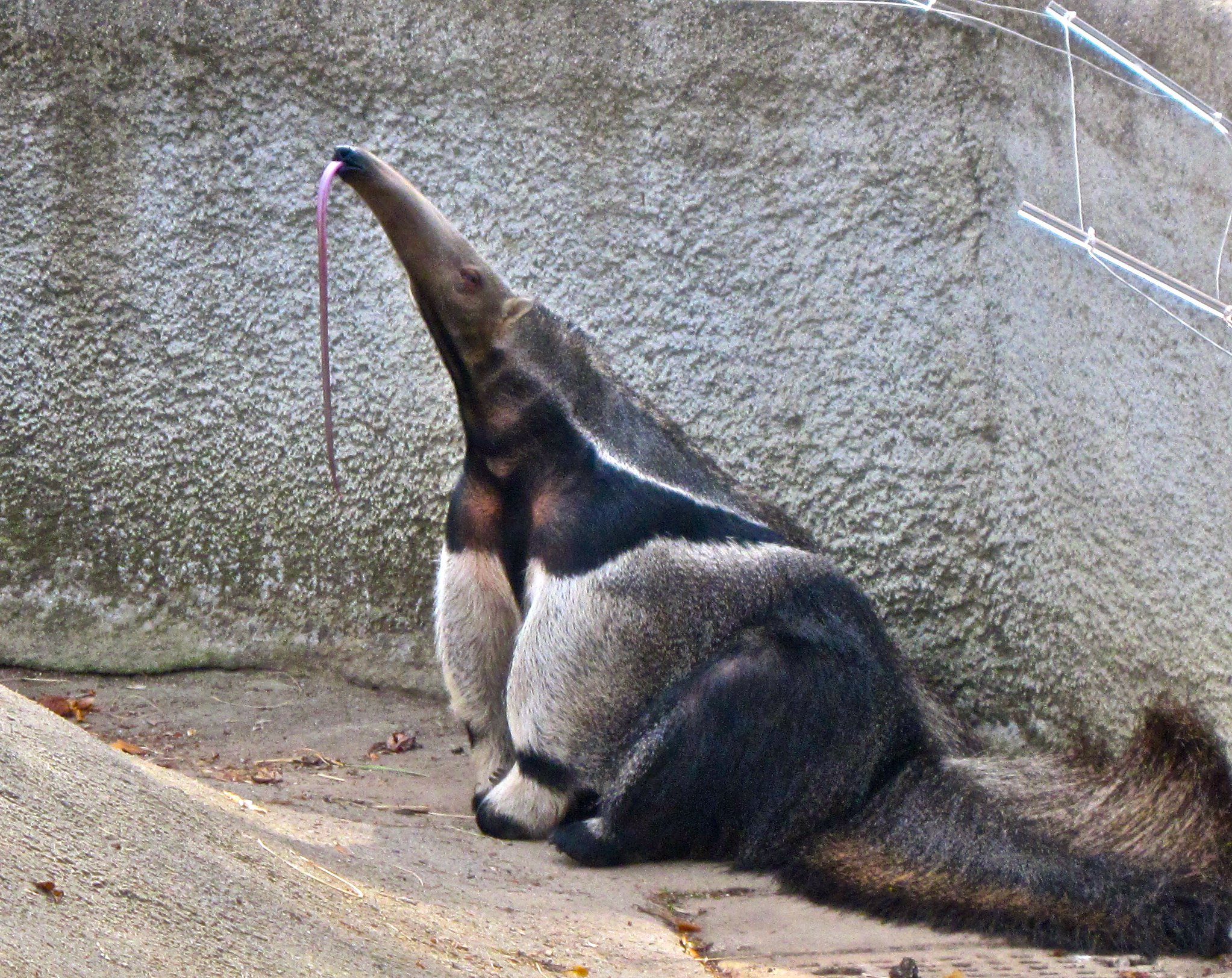
큰개미핥기가 혀를 내민 모습

큰개미핥기는 턱뼈와 턱관절이 발달하지 못하고 이도 없어서 저작 운동을 할 수 없다. 그래서 큰개미핥기는 입을 열고닫기 위해 그다지 발달되지는 않았지만 입을 벌리는 데 사용하는 아랫턱의 인대를 움직인다. 이 때문에 입이나 턱을 호신용으로 사용할 수 없고, 킁킁거리거나 낮게 으르릉대는 것 외의 울음소리를 잘 내지 못한다. 그 대신 끝이 둥글고 길쭉하게 생긴 혀는 뒤로 뻗은 미뢰가 많고 길이가 매우 길어서 60cm에 달하며, 완전히 밖으로 뻗으면 45cm가 튀어나오는데 이 길이는 머리뼈보다 길다. 개미핥기의 침샘은 매우 발달해 끈끈한 침이 발라진 혀를 이용해 벌레 따위의 먹이를 잡을 수 있다.
먹이를 먹을 때는 1분에 160번씩 혀를 날름거릴 수 있다. 이런 행동은 혀를 내밀거나 들이기 위해 잘 발달된 협근, 그리고 큰개미핥기의 특이한 목뿔뼈와 복장뼈 구조 덕분에 가능한 것으로, 혀가 목뿔뼈와 인두를 관통해서 복장뼈에 직접 붙어 있다. 보통 동물의 위에서는 강산(위산)을 내보내어 영양소를 분해하지만, 특이하게도 큰개미핥기의 위는 조류의 모래주머니와 비슷한 구조로, 위산을 내보내지 않고 개미와 함께 삼킨 흙, 모래와 먹은 개미가 만들어내는 개미산을 이용해 소화를 한다.

## 습성
큰개미핥기는 주행성·야행성의 습성을 모두 가지고 있다. 2006년 연구 결과로는 큰개미핥기는 대부분 야행성이고 야간과 새벽에 가장 활동적이며 일출 이후로는 수면을 취하지만, 기온이 낮아질수록 활동 시간이 더 좁아져서 주행성으로 생활 양식이 바뀌어 간다. 세라 데 카나스트라 국립공원에서 주행성의 개체들이 관찰된 바 있다. 큰개미핥기의 야행성이 인간의 영향이라는 연구 결과도 있다. 먹이를 찾아 항상 돌아다니기 때문에 정착 생활을 하지 않으며, 먹이를 찾을 때는 개활지에서, 수면을 취할 때에는 개활지보다 일교차와 연교차가 작은 삼림지에서 활동한다. 또한 헤엄을 잘 치며, 종종 강물을 건너거나 못에서 목욕을 하는 모습도 관찰되었다.

### 거주

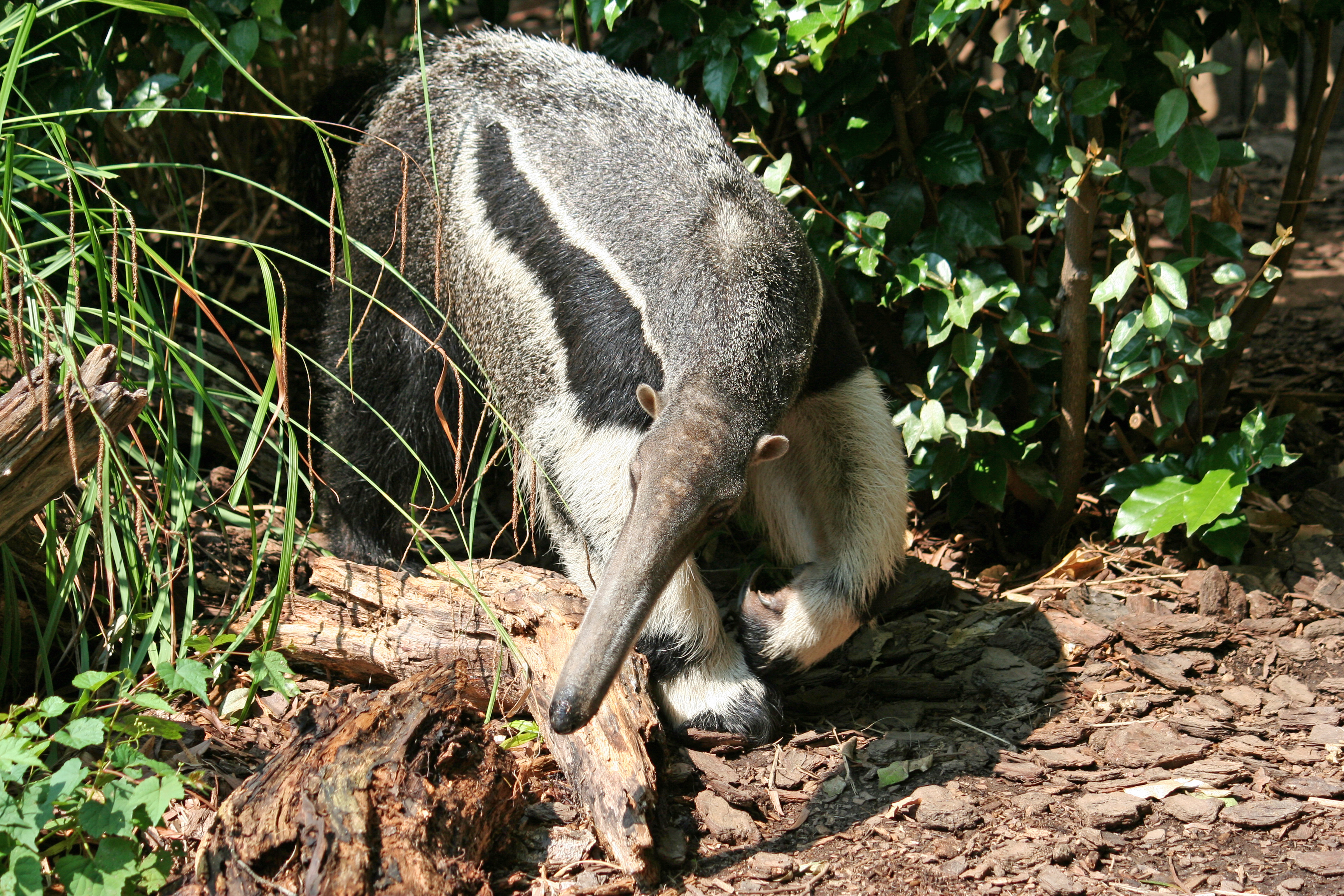
수풀 밖으로 나오는 큰개미핥기

텃세를 부리는 동물이며, 그 범위는 서식지마다 차이가 있다. 브라질의 세라 다 카나스트라 국립공원의 개체군 중에서 암컷의 경우는 3.67km2, 수컷은 2.74km2의 행동권을 가진다. 브라질의 여타 지역의 경우에는 9km2 이상의 행동권을 지닌 경우도 있었고, 베네수엘라의 개체 중에서는 25km2의 행동권을 가진 개체 또한 관측되었다. 보통 새끼가 딸린 어미와 암수 한 쌍을 제외하면 홀로 산다. 큰개미핥기의 의사소통은 항문 주위의 분비샘으로부터 나오는 분비물로 이루어지는데, 이것은 이들의 텃세뿐 아니라 현재 상태와 번식기 여부를 판단시키기도 한다. 텃세는 소변으로 표시하기도 한다. 타 개체를 타액의 냄새로 구분할 줄 아는 것으로 여겨진다. 암컷과는 달리 수컷의 경우 세력 투쟁을 하는데 두 수컷 개체가 맞닥뜨렸을 경우 서로 싸움이 일어나기도 한다.

### 식생활과 천적

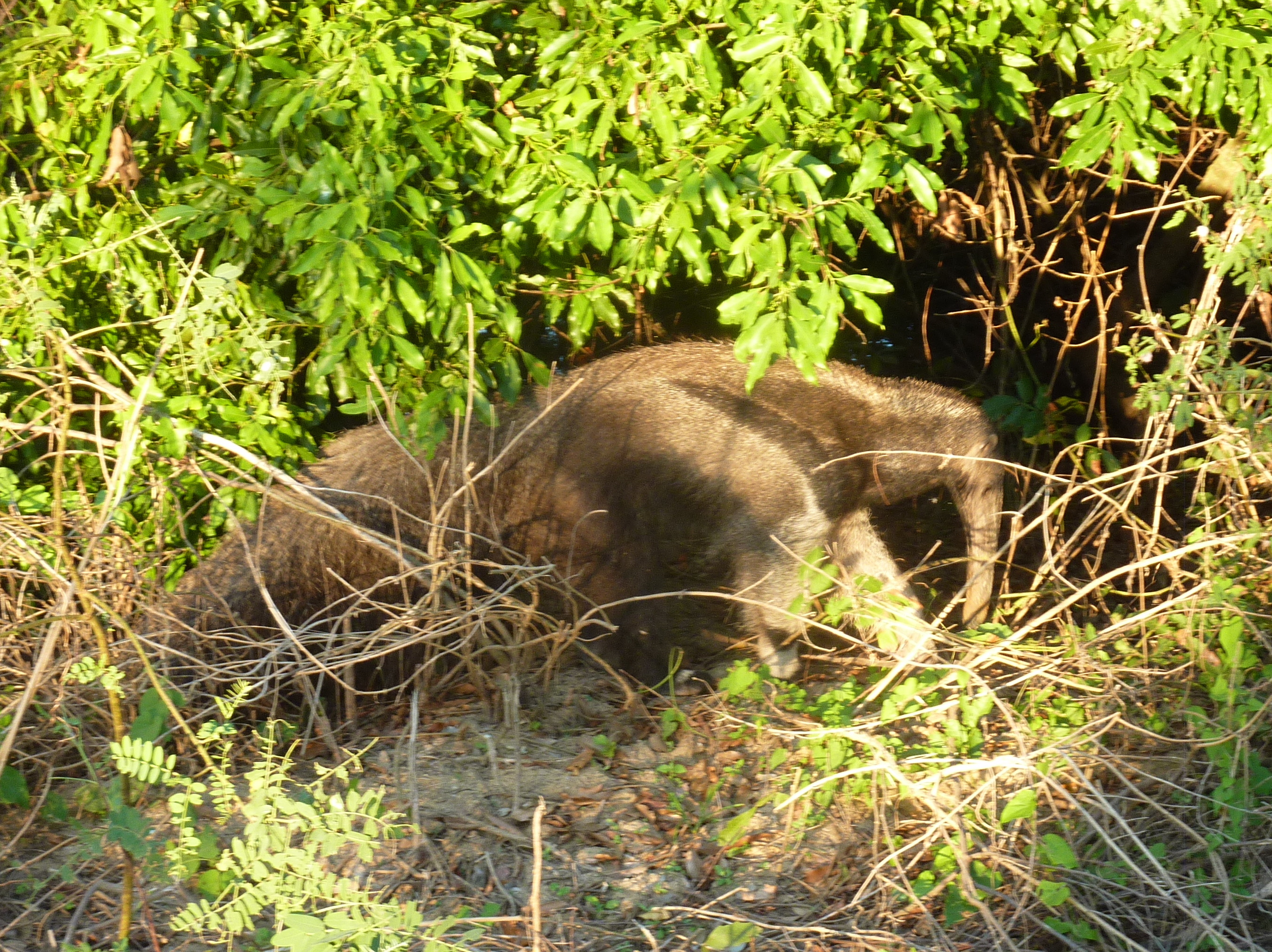
먹이를 먹는 개미핥기

개미와 흰개미를 먹고 사는 것으로 널리 알려져 있다. 이는 상황에 따라 다른데, 야노스와 같이 범람원이 발달한 곳에서는 흰개미의 개체 수가 적기 때문에 주로 개미를 먹는다. 반대로 에마스 국립공원의 큰개미핥기들은 초원에서 더 많이 서식하는 흰개미들을 주식으로 한다. 또한, 세라 다 카나스트라 국립공원의 큰개미핥기들은 우기(10-3월) 동안은 개미를, 건기(4월-9월) 동안은 흰개미를 번갈아 먹으며 주식을 바꾼다. 성체 큰개미핥기 하나는 30,000여 마리의 개미를 먹어치우는 것으로 알려져 있다.
개미집의 위치는 개미가 뿜는 페로몬의 자취로 알아내며, 개미를 먹을 때는 발톱으로 개미총이나 개미집을 두 개의 날카로운 발톱으로 긁어서 흐너뜨린 다음 발달된 침샘에서 나온 끈끈한 타액이 묻어 있는 혀로 핥아서 쓸어담듯이 먹는다. 포름산, 병정개미의 공격으로 쫓겨날 수도 있다. 개미뿐 아니라 고목에서 서식하고 있는 작은 곤충들을 즐겨 먹기도 하며, 꿀벌의 벌집을 습격하기도 한다. 이가 없어서 먹이를 씹어서 잘게 부수지 못하고 그냥 삼키기 때문에 곤충 외의 다른 먹이들은 잘 먹을 수 없다. 그 외에도 딱정벌레류의 유충을 먹기도 한다. 동물원에서 사육하는 개체는 하루 3만여 마리의 개미 대신에 비용 절감을 위하여 쇠고기를 갈아서 먹이로 주며 개미산을 대체하기 위한 요구르트, 달걀, 당도가 높은 과일, 벌꿀 등을 섞어서 준다. 퓨마와 재규어가 주 천적이지만, 발톱이 매우 발달되어 있어 퓨마와 재규어도 쉽게 덤빌 수 없다. 그 외에의 천적으로는 아메리카악어, 오리노코악어, 아나콘다 등이 있다.

### 번식과 양육

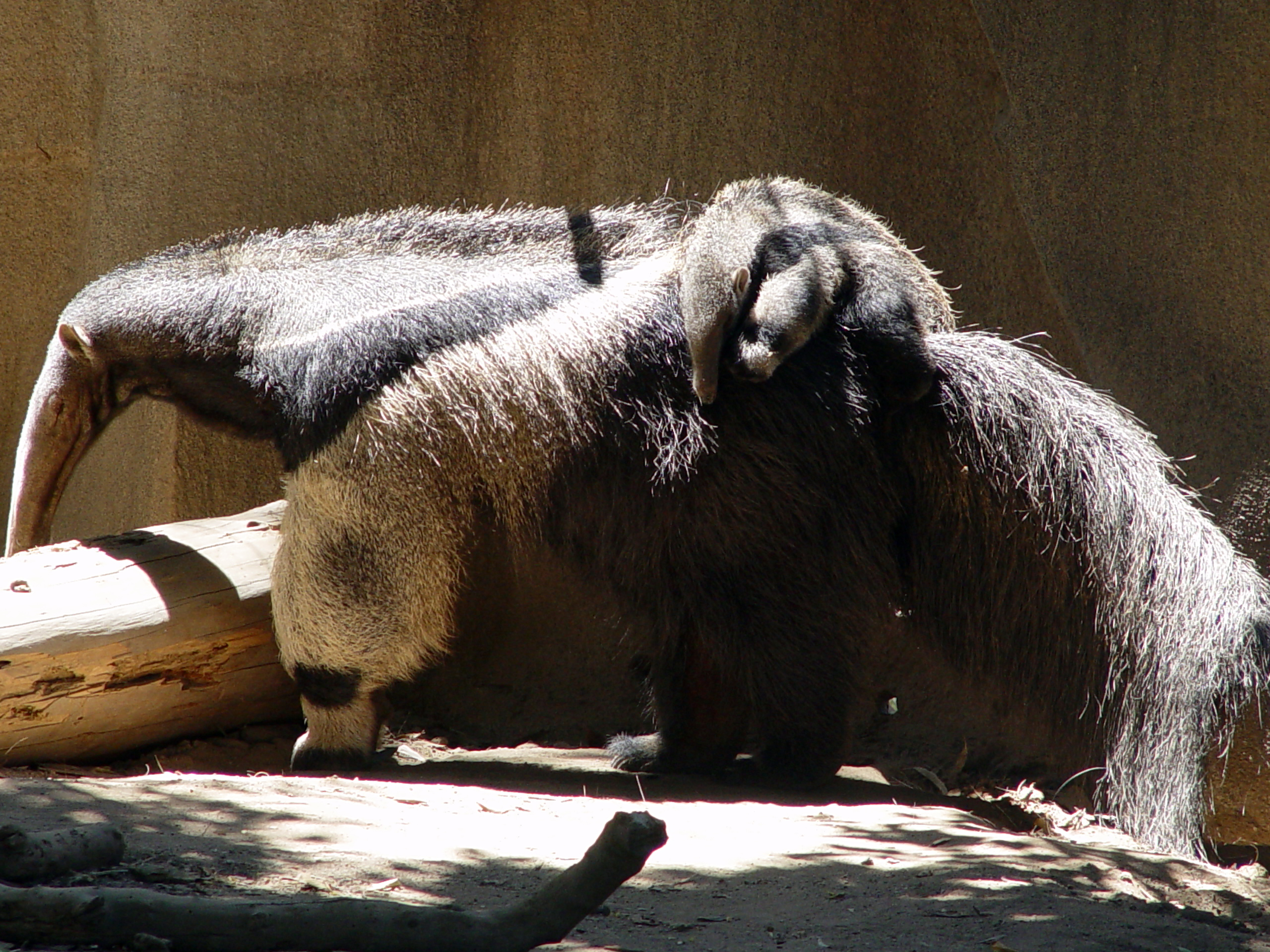
큰개미핥기 새끼를 업고 있는 어미

큰개미핥기는 1년 내내 짝짓기가 가능하며, 수컷은 암컷에게 구애하면서 암컷의 냄새를 맡아 댄다. 한 쌍의 짝이 지어지면 두 개체는 먹이를 함께 먹는다. 짝짓기가 시작되면 암컷 위에 수컷이 올라탄다. 짝은 최대 3일 동안 지속될 수 있고 이 기간 동안에는 몇 번 더 교미를 실행한다. 임신 기간은 190일이며, 새끼는 태어난 직후에는 6일간 눈을 뜰 수 없고 몸무게가 약 1.4kg이며 성체가 되기까지 2.5~4년 정도가 필요하다. 젖샘은 앞다리 쪽의 측면에 있다.
자라나는 동안에 새끼가 가진 어깻죽지의 검은 줄무늬는 모체의 줄무늬를 나란히 닮아 가며, 모체와는 삑삑거리는 휘파람 소리 또는 혀의 접촉으로 서로 의사소통을 한다. 3개월쯤 지나면 완전히 젖을 떼며, 개미 따위를 스스로 먹기 시작한다. 새끼가 태어난 지 10개월까지 어미는 한 시간 남짓 새끼를 핥으면서 털을 다듬어 주며, 10달이 지나면 새끼는 어미로부터 완전히 독립한다. 성체가 될 때까지는 2.5-4년이 걸린다.

## 현황
온두라스부터 아르헨티나까지 중남미에 널리 서식하며, 소택지, 열대 우림, 팜파스, 사바나 등 고산 지대를 제외한 어느 환경에라도 충분한 양의 곤충이 서식한다면 적응하여 살 수 있지만, 산악 지대인 안데스산맥 주변에서는 찾아볼 수 없으며, 우루과이, 벨리즈, 과테말라, 코스타리카에서는 이미 찾아볼 수 없게 되었다. 또한 드물게 멕시코의 소노라 사막 등지에서 화석이 발견되기도 한다.
IUCN 취약종이며, CITES 부속서 Ⅱ에 따라서 이 동물의 밀렵을 금지하고 있다.
볼리비아에서는 스포츠 및 상업적 목적으로 큰개미핥기의 사냥이 빈번하게 일어나고, 베네수엘라에서는 발톱을 노린 밀렵이 일어나며, 파라과이 그란차코에서는 승마용 장비를 만들기 위해 박피된다. 또한 인화성의 모피와 굼뜬 움직임 때문에 산불 등의 화재에도 취약하여, 1994년 340마리 가량의 큰개미핥기들이 브라질 에마스 국립공원의 화재로 폐사했다. 또한 2016년부터 베네수엘라에서는 지속적인 경기 공황으로 인해 큰개미핥기와 홍학을 밀렵하여 식량으로 삼는 일도 일어나고 있다.

### 국내 보유 현황
국내에선 서울대공원 남미관에서 암컷과 수컷을 보유중이다 과거 2022년 국내 최후의 개체인 '꾸리' 가 죽으며 잠시 소멸했었다 . 그 전에도 1983년생 몽몽이, 2004년생 당당이, 2010년생 봉봉이와 1999년생 암컷 밍밍이도 있었다. 당당이와 몽몽이는 2008년에, 봉봉이는 2015년에, 밍밍이는 2022년 8월에 숨졌고, 꾸리도 2022년 9월 말에 남미관에서 발생한 우결핵 때문에 안락사되어 국내에선 더 이상 사육하지 않았지만 현재 새 큰개미핥기 엘라,벨라라는 큰개미핥기가 도입돼어 전시중이다

## 인간과의 관계
재규어처럼 많은 남미 토착 신앙의 숭배 대상이 되기도 했으며, 이런 경향은 아마존강 유역의 국가들의 원주민들에게서 찾아볼 수 있다. 남미의 민담에서는 주로 재규어처럼 교활한 성격으로 그려진다. 또한 스페인의 콩키스타도르들이 남아메리카에서 정복 사업을 벌이고 있을 때 유럽으로 표본을 가져간 사례가 기록되어 있고, 유럽인들은 처음에 큰개미핥기들은 모두 암컷이며 코로 짝짓기를 한다고 믿었는데, 이는 기술자이자 자연과학자인 펠릭스 데 아사라에 의해서 부정되었다.
개미핥기는 공격성이 높지 않고 인간을 보면 도망치는 성향이 강하지만, 심하게 위협을 받을 시 방어 행동으로 날카로운 구겸형의 앞발톱으로 공격하는 일도 있다. 가끔씩 사람을 공격하여 사망시키는 사례도 보고되었다. 2007년 아르헨티나 부에노스아이레스주의 플로렌시오 바렐라 동물원에서 큰개미핥기가 앞다리로 사육사를 할퀴어 사망에 이르게 한 사건이 있었으며, 2010-2012년에는 브라질의 사냥꾼 두 명 역시 큰개미핥기의 집단 공격에 사망한 사례가 있다.